# Warner Records
Warner Records (trước đây là Warner Bros. Records) là một hãng thu âm của Mỹ thuộc sở hữu của Warner Music Group và có trụ sở tại Los Angeles, California. Warner Records được thành lập ngày 19 tháng 3 năm 1958 để đóng vai trò bộ phận thu âm nhạc cho hãng phim Warner Bros. của Mỹ. Max Lousada kiểm soát các hoạt động thu âm trong công ty. Năm 2019, hãng đĩa chính thức được đổi tên thành Warner Records.
Các nghệ sĩ đáng chú ý từng ký hợp đồng thu âm với Warner Records gồm có:  Madonna, Prince, Cher, Van Halen, Alice Cooper, Kylie Minogue, Goo Goo Dolls, Sheryl Crow, Gorillaz, Adam Lambert, Bette Midler, Grateful Dead, Blur, Duran Duran, Deep Purple, Fleetwood Mac, Liam Gallagher, Fleet Foxes, James Taylor, Lily Allen, Tegan and Sara, Dua Lipa, JoJo, Linkin Park, Muse, George Benson, Nile Rodgers, Black Sabbath, Red Hot Chili Peppers, the Black Keys, Mr. Bungle, Regina Spektor, Pendulum, My Chemical Romance, Tevin Campbell và Mac Miller.

## Lịch sử

### Thành lập
Vào cuối thời kỳ phim câm, Warner Bros. Pictures quyết định mở rộng sang lĩnh vực sản xuất âm nhạc và thu âm để có thể tiếp cận nội dung âm nhạc với chi phí thấp hơn cho phim của mình. Năm 1928, hãng phim mua lại một số công ty sản xuất âm nhạc nhỏ hơn bao gồm M. Witmark & Sons, Harms Inc., và một phần lãi suất trong New World Music Corp., rồi sáp nhập chúng để thành lập Công ty Cổ phần Sản xuất Âm nhạc. Tập đoàn mới này kiểm soát các bản quyền có giá trị theo tiêu chuẩn của George, Ira Gershwin cùng Jerome Kern, và bộ phận mới đã sớm kiếm được lợi nhuận vững chắc lên tới 2 triệu đô la Mỹ mỗi năm.
Năm 1930, Công ty Cổ phần Sản xuất Âm nhạc (MPHC) đã trả 28 triệu đô la Mỹ để mua lại Brunswick Records (bao gồm cả Vocalion), trong đó có Duke Ellington, Red Nichols, Nick Lucas, Al Jolson, Earl Burtnett, Ethel Waters, Abe Lyman, Leroy Carr, Tampa Red cùng Memphis Minnie, và ngay sau khi bán cho Warner Bros., hãng này đã ký hợp đồng với các ngôi sao thu âm cũng như phát thanh viên đang nổi lên như Bing Crosby, Mills Brothers và Boswell Sisters. Thật không may cho Warner Bros., tác động kép của cuộc Đại suy thoái và sự ra đời của đài phát thanh đã gây tổn hại lớn cho ngành công nghiệp thu âm—doanh số bán hàng sụt giảm, tụt khoảng 90% từ hơn 100 triệu đĩa năm 1927 xuống dưới 10 triệu vào năm 1932 và các công ty lớn buộc phải giảm một nửa giá đĩa từ 75 xuống 35 xu.